# Dynamostes
Dynamostes is een kevergeslacht uit de familie van de boktorren (Cerambycidae). De wetenschappelijke naam van het geslacht werd voor het eerst geldig gepubliceerd in 1857 door Pascoe.

## Soorten
Dynamostes is monotypisch en omvat slechts de volgende soort:
- Dynamostes audax Pascoe, 1857